# Бен Ачімпонг
Бен Ачімпонг (англ. Ben Acheampong, нар. 2 лютого 1939 — пом. листопад 2019) — ганський футболіст, що грав на позиції півзахисника. Відомий за виступами в клубі «Асанте Котоко», у складі якого став володарем Кубка африканських чемпіонів, та у складі національної збірної Гани, у складі якої став дворазовим володарем Кубка африканських націй.

## Біографія
Бен Ачімпонг на клубному рівні грав у складі клубу «Асанте Котоко». У складі команди з Кумасі він у 1970 році став володарем Кубка африканських чемпіонів 1970 року, що стало першою перемогою клубу з Гани на африканському клубному футбольному турнірі.
У складі збірної Бен Ачімпонг двічі брав участь у Кубку африканських націй, і в обох турнірах — Кубку африканських націй 1963 року та Кубку африканських націй 1965 — він у складі збірної став переможцем турніру, причому в 1965 році з 3 забитими м'ячами він став одним із трьох кращих бомбардирів турніру. У 1964 році Ачімпонг у складі збірної брав участь у Олімпійських іграх у Токіо.
Помер Бен Ачімпонг у листопаді 2019 року.

## Титули і досягнення

### Командні
- Володар Кубка африканських націй (2):

Гана: 1963, 1965
- Володар Кубка чемпіонів КАФ (1):

«Асанте Котоко»: 1970

### Особисті
- Найкращий бомбардир Кубка африканських націй (1):

1965 (3 голи, разом із Есташем Мангле і Осеї Кофі)